# Puk, puk
Puk, puk (ang. knock-knock joke) – popularny angielski dowcip w formie dialogu, zazwyczaj wykorzystujący elementy gry słów.
Żarty z cyklu Puk, puk przyjmują zazwyczaj formę dialogu, prowadzonego pomiędzy osobą pukającą do drzwi mieszkania a znajdującą się w jego wnętrzu. Typowy dialog składa się z pięciu zdań:
1. Knock, Knock (Puk, puk)
2. Who is there? (Kto tam?)
3. X (Odpowiedź, często zawierającą imię lub nazwę własną)
4. X who? (X kto?, jaki X? – Powtórzenie poprzedniej wypowiedzi z prośbą o wyjaśnienie)
5. Jedna z możliwych odpowiedzi
  1. Powtórzenie wiersza 3
  2. Gra słów oparta na słowie użytym w wierszu 3
  3. Zmiana znaczenia słowa użytego w wierszu 3

## Przykładowe dowcipyPuk, puk
- Knock, Knock (Puk, puk)
- Who is there? (Kto tam?)
- Water (Woda)
- Water who? (Jaka woda?)
- Water you doing tonight? (nieprzetłumaczalne zdanie o brzmieniu zblizonym do What are you doing tonight? czyli Co robisz dziś wieczorem?)
- Knock, Knock (Puk, puk)
- Who is there? (Kto tam?)
- Barbie
- Barbie who? (Jaka Barbie?)
- Bar-B-Q (Barbecue, określenie potraw z grilla)
We Francji, żart ten prawie zawsze kończy się nawiązaniem do znanej piosenki, pozwalając „zaśpiewać” ostatnią odpowiedź:
- Toc Toc! (Puk, puk!)
- Qui est là? (Kto tam?)
- Sheila.
- Sheila qui? (Sheila jak?)
- Sheila lutte finale... (gra słów nawiązująca do refrenu „Międzynarodówki”: C'est la lutte finale – „Bój to jest nasz ostatni”)

## DowcipPuk, pukw filmach
- Masz wiadomość (1998) – Joe Fox III (Tom Hanks), wykorzystuje knock knock joke, rozmawiając z kasjerką w supermarkecie
- Złap mnie, jeśli potrafisz (2002) – Carl Hanratty (Tom Hanks), jadąc samochodem z Earlem Amdurskym (Brian Howe), proponuje opowiedzenie kawału i rozpoczyna dowcip puk, puk. Na pytanie kto tam?, zadane przez Amdursky'ego, odpowiada wulgaryzmem.
- Amerykański wilkołak w Londynie (1981) – główni bohaterowie wielokrotnie opowiadają sobie ten dowcip.
- Joker  (2019) - główny bohater (Joaquin Phoenix) podczas występu na żywo opowiada żart prowadzącemu programu (Robert De Niro) wykorzystując knock knock joke